# El Hadjoeza
El Hadjoeza is een feest uit Marokko. Het valt te vergelijken met Sinterklaas. Het behoort tot Nieuwjaar (Yennayer) in de Berberkalender. 
El Hadjoeza is een vrouw. El Hajdoeza weet of kinderen stout of braaf zijn geweest. Op de ochtend van het feest liggen cadeaus onder de kussens van kinderen. Er worden oliebollen gebakken en er wordt sijacha (tarwepap met noten, rozijnen, kokos en gebroken kapucijners) gemaakt. Ze vult de maag van kinderen met gras als ze hun voedsel niet opeten. 
El Hadjoeza wordt in januari gevierd. De datum valt in de regenperiode en heeft alles te maken met irrigatie van het land. Men viert de zegeningen van de regen. 